# Utsjoki
Utsjoki (en sami septentrional:  Ohcejohka, en sami inari:  Uccjuuhâ, en sami skolt:  Uccjokk) es la localidad finlandesa más septentrional, de habla bilingüe en finés y sami septentrional. 
La localidad está rodeada del pueblo de Inari a al norte por el río Tenojoki que hace frontera con Noruega (hay tres aduanas en la localidad). Hay un parque nacional en el cañón de Kevo.